# جیمز فورستال
جیمز فورستال (انگلیسی: James Forrestal; ۱۵ فوریهٔ ۱۸۹۲ – ۲۲ مهٔ ۱۹۴۹) سیاست‌مدار اهل ایالات متحده آمریکا بود. آخرین وزیر نیروی دریایی ایالات متحده و نخست‌وزیر دفاع ایالات متحده بود. او در سال ۱۹۴۰، رئیس‌جمهور فرانکلین روزولت، معاون وزیر نیرو شد و در آنجا رهبری تلاش‌های ملی برای بسیج صنعتی برای جنگ در طول جنگ جهانی دوم را به عهده داشت. او به عنوان وزیر نیروی دریایی در ماه مه ۱۹۴۴ انتخاب شد و اولین وزیر دفاع جدید در سال ۱۹۴۷ توسط جانشین روزولت هری S. Truman بود.